# Otto Rosenfeld
Otto Rosenfeld (ur. 4 maja 1892, zm. 7 lipca 1918) – as lotnictwa niemieckiego Luftstreitkräfte z 12 potwierdzonymi  zwycięstwami w I wojnie światowej.
Otto Rosenfeld w 1917 roku służył w FA(A) 263. Po przejściu szkolenia w  Jastaschule na wiosnę 1917 roku 10 maja został przydzielony do Jagdstaffel 12. Pierwsze zwycięstwo w nowej jednostce odniósł 11 maja, w okolicach Tilloy zestrzelił samolot F.E.2b. 12 czerwca 1917 roku został ranny, do służby powrócił w lipcu i został skierowany do Jagdstaffel 41. Pierwsze zwycięstwo w nowej jednostce odniósł 11 listopada. 29 grudnia 1917 roku w czasie ataku na balon obesrwacyjny pilotowany przez Rosenfelda samolot został zestrzelony, a pilot dostał się do niewoli. W kwietniu 1918 roku Rosenfeld uciekł z francuskiego więzienia i powrócił do jednostki. Do 7 lipca odniósł kolejnych pięć zwycięstw powietrznych. Po odniesieniu ostatniego nad samolotem Nieuport 28 Rosenfeld został zestrzelony najprawdopodobniej przez Sumner Sewalla z 95th Aero Squadron. 